# АЗ Алкмар
АЗ Алкмар или АЗ '67 (на нидерландски: AZ Alkmaar) е холандски футболен отбор от град Алкмар. Играе домакинските си мачове на AFAS Stadion. Създаден е през 1967 при обединението на Алкмар '54 и ФК Занстрек. От обединението на отборите възниква съкращението AZ (Alkmaar Zaanstreek). Цветовете на отбора са червено и бяло.
Един от най-големите си успехи на АЗ е достигането до полуфинали в турнира за купата на Уефа през сезон 2004/05. На 16-ина финалите те трудно отстраняват втородивизионния германски Алемания Аахен с 0:1 и 2:1. След като преодоляват и Виляреал отпадат драматично на полуфинала от Спортинг Лисабон.
През 1981 стават втори в същия турнир.

## Успехи
- Първи клас (до 1955) / Висша дивизия (след 1956)-Ередивиси:
  -  Шампион (2): 1980/81, 2008/09
  -  Сребърен медал (2): 1979/80, 2005/06
  -  Бронзов медал (8): 1976/77, 1977/78, 1981/82, 2004/05, 2006/07, 2014/15, 2017/18, 2020/21

- Първа дивизия
  -  Шампион (2): 1995/96, 1997/98
  -  Сребърен медал (2): 1967/68, 1971/72

- Купа на Нидерландия:
  -  Носител (4): 1977/78, 1980/81, 1981/82, 2012/13
  -  Финалист (3): 2006/07, 2016/17, 2024/25

- Суперкупа на Нидерландия:
  -  Носител (1): 2009
  -  Финалист (1): 2013

- Купа на УЕФА/ Лига Европа:
  -  Финалист (2): 1980/81
  - полуфинал (1): 2005

## Прочути футболисти
- Берт фан Марвайк (1975 – 1979)
- Ян Кромкамп (2000 – 2005)
- Рон Флаар (2002 – 2006)
- Бари фан Хален (1997 – 2006)
- Михаел Бюскермолен (1990 – 2006)